# ایوان دانهام
ایوان دانهام (انگلیسی: Evan Dunham؛ زادهٔ ۱۸ دسامبر ۱۹۸۱) ورزشکار هنرهای رزمی ترکیبی اهل ایالات متحده آمریکا است.